# Then and Now (Overkill)
Then And Now è una raccolta della band thrash metal Overkill pubblicata nel 2002.

## Tracce
1. Necroshine
2. Thunderhead
3. Long Time Dyin'
4. It Lives
5. Battle
6. What I'm Missing
7. New Machine
8. Infectious
9. Tyrant (Judas Priest)
10. Hymn 43 (Jethro Tull)
11. Revelation
12. Cold, Hard Fact

## Formazione
- Bobby Ellsworth – voce
- D.D. Verni – basso
- Merrit Gant – chitarra
- Rob Cannavino – chitarra
- Joe Comeau – chitarra
- Sebastian Marino – chitarra
- Tim Mallare – batteria